# Rai-Mean
Rai-Mean ist eine osttimoresische Aldeia im Suco Wenunuc (Verwaltungsamt Metinaro, Gemeinde Dili). Der Name der Aldeia aus der Landessprache Tetum bedeutet übersetzt „Lehm“.
Rai-Mean bildet südwestlich des Dorfes Manleu eine Enklave im Nordosten der Aldeia Manuleu, südlich der Überlandstraße von der Landeshauptstadt Dili nach Manatuto weiter im Osten. Sowohl in der Fläche, als auch bei der Einwohnerzahl ist Rai-Mean die kleinste Aldeia im Suco Wenunuc. 2015 zählte man in der Aldeia nur elf Einwohner. Das Satellitenbild und die offizielle Karte von 2019 zeigt aber deutlich mehr Wohnhäuser innerhalb der Grenzen der Aldeia. In Rai-Mean befindet sich eine Grundschule.